# Polska Scena Punk Vol.7 – Stacja Warszawa
Polska Scena Punk Vol.7 – Stacja Warszawa – album muzyczny zawierający utwory różnych, polskich wykonawców muzycznych zaliczanych do sceny punk rockowej wydany w 2023 r. Składanka ta ukazała się nakładem wytwórni muzycznej NOG Records. Była to siódma publikacja w ramach nowej odsłony serii albumów wydawanych na płytach kompaktowych przez tę wytwórnię pod szyldem Polska Scena Punk.

## Historia
Pomysł, idea, ale przede wszystkim również możliwość wydania albumów serii „Polska Scena Punk” wynikły z faktu, że Piotr Giglewicz, lider zespołu Uliczny Opryszek, wcześniej także wspólnie ze swoim bratem, Mariuszem Giglewiczem (w różnych okresach czasu m.in. Nauka o Gównie, Uliczny Opryszek), zgromadził bardzo dużą kolekcję historycznych nagrań, często nigdzie niedostępnych. W kolekcji tej są dema, bootlegi i dawne albumy, często już w czasie ich publikacji trudno dostępne. Pierwsza część publikacji została wydana w kilku albumach muzycznych zamieszczonych na kasetach magnetofonowych. Wydawcą była wytwórnia muzyczna założona przez Mariusza Gilewicza – GRS Tapes – która specjalizowała się w wydawnictwach muzycznych związanych ze sceną niezależną publikowanych jeszcze na wspominanych kasetach magnetofonowych.
Po założeniu i zorganizowaniu przez wyżej wymienionego Mariusza Gilewicza nowej wytwórni muzycznej – NOG Records – która dystrybuowała wydawane przez siebie albumu muzyczne już na płytach kompaktowych i w wybranych przypadkach na płytach gramofonowych, powrócono do pomysłu sprzed lat i rozpoczęto wydawanie nowej edycji publikacji seryjnej, stanowiącej kontynuację poprzedniej odsłony, obejmującej wybrane nagrania polskich zespołów punk rockowych i ewentualnie innych, pokrewnych, ale związanych ze sceną niezależną, również pod hasłem „Polska Scena Punk”. Jak poprzednio poszczególne części składanki otrzymywały kolejne numery, z nową numeracją „od początku”, czyli od jedynki (choć pierwszy z albumów nie miał w tytule numeru, który został dodany od drugiej publikacji), ale z dodanym indywidualnym dla każdej z części podtytułem.
Pierwszy album nowej odsłony składanek wydawanych w ramach serii wydawniczej „Polska Scena Punk” wydany został w 2019 r. Otrzymał on tytuł „Polska Scena Punk – Być zawsze sobą”. W kolejnych latach ukazywały się następne części składanki. W 2023 r., wydano część szóstą  pod tytułem „Polska Scena Punk Vol.6 – Zawyły syreny”, a po niej w ukazywała się, jeszcze w tym samym 2023 r., niniejsza część siódma pod tytułem „Polska Scena Punk Vol.7 – Stacja Warszawa”. Seria jest kontynuowana i w 2024 r. wydano część ósmą pod tytułem „Polska Scena Punk Vol.8 – Hipokryzja i zdrada”.

## Muzyka i wykonawcy
Muzyka zaprezentowana w ramach albumu należy nurtów muzycznych przynależnych do gatunku muzycznego jakim jest rock, przy czym wykonawcy, których utwory zamieszczono w tym wydaniu postrzegani są jako przynależni do muzycznej sceny alternatywnej, niezależnej. Pośród wspominanych nurtów muzycznych, do których zaliczane są prezentowane utwory, zdecydowanie dominuje punk rock. W albumie znajdują się utwory dwudziestu pięciu różnych wykonawców, przy czym dla każdego z nich zamieszczono po jednym utworze muzycznym. Są to następujące zespoły: Atencja, Babayaga Ojo, Bałagan, Bang Bang, Blizny, Canobinoid, Czerwone Kościoły, De Łindows, Ivo Martizan, Izerbejdżan, Kultura Obszczymura, Maria Nefeli, My Ukulele World, Nauka o Gównie, Na Zewnątrz, No Future (Offensywa), No Profits, Non Serviam, Optiwhite, Profanacja, Starcie, Stare Dziady, The Thinners, Uliczny Opryszek, Zwiezda.

## Album
Album muzyczny „Polska Scena Punk Vol.7 – Stacja Warszawa” został wydany przez wytwórnię muzyczną NOG Record. W ramach katalogu wydawcy ma on przypisany identyfikator – 017 (NR017, NR 017). Nośnikiem danych, na którym go dystrybuowano, była jedna płyta kompaktowa. Została ona umieszczona w standardowym opakowaniu typu digipack. Dystrybucją zajmowała się między innymi firma RockersPro. Jest to album kompilacyjny. Okładkę, grafikę i opracowanie zdjęć fotograficznych (pochodzących z zasobów poszczególnych wykonawców) opracował Waldemar Dylewski, a inżynierem dźwięku i realizatorem dźwięku był Norbert Krupa. Całkowity czas trwania ścieżki dźwiękowej wynosi 76 minut i 11 sekund.
Album, podobnie jak cała seria, został wydany pod patronatem kampanii społecznej prowadzonej pod hasłem „Muzyka Przeciwko Rasizmowi”, zapoczątkowanej przez Marcina Kornaka i realizowanej przez Stowarzyszenie „Nigdy Więcej”. W związku z tym na okładce albumu zamieszczono logo wymienionej akcji.

## Utwory
| Lp | Wykonawca             | Tytuł                                | Czas (min:sek) |
| -- | --------------------- | ------------------------------------ | -------------- |
| 1  | Maria Nefeli          | Tu mówi stacja Warszawa              | 03:46          |
| 2  | Optiwhite             | Pięść do góry                        | 03:16          |
| 3  | Profanacja            | Dobre czasy dla kameleonów           | 02:47          |
| 4  | The Thinners          | Do przodu                            | 03:59          |
| 5  | Blizny                | Blizny                               | 02:10          |
| 6  | Atencja               | Osiem gwiazdek                       | 03:10          |
| 7  | No Profits            | Pada deszcz                          | 02:29          |
| 8  | Starcie               | Oprawca                              | 03:12          |
| 9  | Stare Dziady          | Nasz kraj                            | 03:50          |
| 10 | Non Serviam           | 1984                                 | 02:12          |
| 11 | Zwiezda               | Wojna                                | 02:20          |
| 12 | De Łindows            | Nie chcą nas puszczać w radio Maryja | 02:20          |
| 13 | Nauka o Gównie        | Wypijemy                             | 03:31          |
| 14 | Babayaga Ojo          | System                               | 03:42          |
| 15 | Czerwone Kościoły     | Tak niedawno                         | 03:16          |
| 16 | My Ukulele World      | W zapętleniu                         | 02:43          |
| 17 | Ivo Martizan          | Mengele                              | 05:22          |
| 18 | Bałagan               | Pseudoanarchia                       | 03:31          |
| 19 | Bang Bang             | Telewizja                            | 03:11          |
| 20 | Canobinoid            | Kim                                  | 03:03          |
| 21 | Izerbejdżan           | Rzesze Izerbejdżanu                  | 03:53          |
| 22 | Uliczny Opryszek      | Dziennik TV                          | 02:50          |
| 23 | No Future (Offensywa) | Bez pieprzonej przyszłości           | 02:59          |
| 24 | Na Zewnątrz           | Jestem przeciw                       | 01:11          |
| 25 | Kultura Obszczymura   | Mosty                                | 02:17          |